# Convoi HX 23
Le convoi HX 23 est un convoi passant dans l'Atlantique nord, pendant la Seconde Guerre mondiale. Il part de Halifax au Canada le 26 février 1940 pour différents ports du Royaume-Uni et de la France. Il arrive à Liverpool le 12 mars 1940.

## Composition du convoi
Ce convoi est constitué de 26 cargos :
- Royaume-Uni : 24 cargos
- Grèce : 1 cargo
- Norvège : 1 cargo

## L'escorte
Ce convoi est escorté en début de parcours par :
- les destroyers canadiens : NCSM St. Laurent et HMCS Fraser (en)
- Un navire atelier britannique : HMS Ausonia[3]

Le destroyer HMS Hereward participe à l'escorte de ce convoi mais à des dates inconnues.

## Le voyage
Les destroyers canadiens quittent le convoi le 27 février. Le voyage se déroule sans problème.